# Dison (ruisseau)
Pour les articles homonymes, voir Dison (homonymie).
Le ruisseau de Dison appelé en amont le ruisseau du Taureau est un cours d'eau de Belgique, affluent de la Hoëgne et faisant donc partie du bassin versant de la Meuse. Il coule en province de Liège dans la commune de Jalhay. Le nom du ruisseau n'a aucun rapport avec la commune de Dison.

## Parcours
Ce ruisseau prend sa source à l'ouest de la Grande Fagne faisant partie des Hautes-Fagnes. Le ruisseau prend la direction du nord-ouest  puis du sud-ouest. Il alimentait l'ancien moulin de Dison sous le village de Charneux (commune de Jalhay). Le cours d'eau traverse la forêt domaniale de Gospinal avant de rejoindre la Hoëgne en amont du hameau de Royompré. 